# Amakinita
L'amakinita és un mineral de la classe dels òxids que pertany al grup de la brucita. Rep el seu nom de l'expedició Amakin, la qual va prospectar els dipòsits de diamants de Iakútia.

## Característiques
L'amakinita és un òxid de fórmula química Fe(OH)₂. Cristal·litza en el sistema trigonal. Es troba en forma de cristalls romboedrals de fins a 1,5 cm; típicament en grans irregular. La seva duresa a l'escala de Mohs oscil·la entre 3,5 i 4.
Segons la classificació de Nickel-Strunz, l'amakinita pertany a «04.FE - Hidròxids (sense V o U) amb OH, sense H₂O; làmines d'octaedres que comparetixen angles» juntament amb els següents minerals: brucita, portlandita, pirocroïta, theofrastita, portlandita, pirocroïta, bayerita, doyleïta, gibbsita, nordstrandita, boehmita, lepidocrocita, grimaldiïta, heterogenita, feitknechtita, litioforita, quenselita, ferrihidrita, feroxihita, vernadita i quetzalcoatlita.

## Formació i jaciments
Va ser descoberta l'any 1962 a Udachnaya-Vostochnaya pipe, a Daldyn, Sakhà (Districte Federal de l'Extrem Orient, Rússia), en un nucli de perforació en filons prims i en bosses en kimberlita. També ha estat descrita a la mina Silberberg, a Bodenmais (Bavària, Alemanya). Sol trobar-se associada a minerals del grup de la serpentina i a carbonats.